# Jean-Pierre Roma à Trois-Rivières
Jean-Pierre Roma à Trois-Rivières est un lieu historique national situé au bout de la pointe de Brudenell, près de Georgetown, à l'Île-du-Prince-Édouard (Canada).

## Histoire
En 1732, Jean-Pierre Roma y fonde un établissement de pêche et un poste de traite consolidant la présence française sur l'île Saint-Jean, désormais l'Île-du-Prince-Édouard. Le site est détruit par des troupes de la Nouvelle-Angleterre en 1745, à la suite du siège de Louisbourg. Le site reste inhabité jusqu'au début du XIXe siècle, lorsque de des forains le louent à différentes personnes, dont les MacDonald, qui y ouvrent un commerce et un chantier naval.
Le site est classé le 25 mai 1933.